# Friedrich Heinrich Sigismund Gustav von Carlsburg
Friedrich Heinrich Sigismund Gustav von Carlsburg (* 13. August 1779 in Schöneiche bei Guben; † 11. April 1849 ebenda) war ein preußischer Kreisland- und Regierungsrat sowie Rittergutsbesitzer.

## Leben
Er stammte aus dem Adelsgeschlecht von Carlsburg und war der einzige Sohn des im Jahre 1820 in Connewitz bei Leipzig verstorbenen sächsischen Kreishauptmanns Wallrad Friedrich Gustav von Carlsburg. Eva Wilhelmine Charlotte von Carlsburg geborene von Schönermark war seine Mutter. Seine Taufe fand am 19. August 1779 in Guben statt.
Er schlug eine Verwaltungslaufbahn im Dienst der Wettiner ein und wurde zunächst sächsischer Konsistorialrat in Lübben. Nachdem die Niederlausitz an das Königreich Preußen gefallen war, trat auch Carlsburg in den Dienst der Könige von Preußen über und war von 1821 bis 1830 Vorsitzender des Kommunallandtags der Niederlausitz, zuletzt bis 1833 stellvertretender Vorsitzender, gleichzeitig wirkte er als preußischer Regierungs- und Kreislandrat.
Nach dem Tod seines Vaters erbte er 1820 das in der Nähe von Nordhausen gelegene Carlsburgische Gut in Sundhausen, die Carlsburg.
Er starb am 11. April 1849 und wurde drei Tage später auf dem Stadtkirchhof in Guben beigesetzt. Aus seiner ersten Ehe überlebten ihn zwei Kinder, darunter der 1812 in Lübben geborene Sohn Carl Gustav Wallrad von Carlsburg, der später Premierleutnant wurde und den Familienstamm dieser Adelsfamilie in männlicher Linie fortsetzte.
Verheiratet war er u. a. mit Friederike Ernestine Therese von Heineken (1787–1837).